# Csekonics család
A gróf zsombolyai és janovai Csekonics család rövid életű, ám annál jelentősebb tagokkal bíró, horvát származású magyar történelmi család. Leginkább az állattenyésztés és a politika terén működtek, több katona is kikerült a tagjai közül.

## Története
A 17. században Magyarországra költözött család első ismert őse a Vas vármegyében élt Matija Cekonic, avagy magyaros írásmóddal: Csekonics Mátyás. Marics Judittól született fia, Pál, 1753. január 29-én nemességet és családi címert kapott Mária Teréziától. Pál a kőszegi kerület táblai ügyvédje volt, akkoriban Gasztony, Medves, Alsó- és Felsőrönök és Rábaszentmihály községekben birtokolt területeket. Kőszegen 1754. május 22-én feleségül vette nemes Kanicsár Pál és hertelendi és vidornyalaki Hertelendy Júlia leányát, Máriát. Két fiuk született: József és Imre. József neves katona volt, a dandártábornoki rangig jutott, emellett a magyarországi lótenyésztés ügyében is kiemelkedő szerepet játszott. Egyik legjelentősebb munkájaként ő alapította a mezőhegyesi ménest. Imre, 1759. november 8-án született, Vas vármegye táblabírája, majd 1790-től a körmendi járás szolgabírája lett. 1809-ben Napóleon megszálló csapatai ellen harcolt, nagy szolgálatokat tett a hazának, érdemeiért a hadseregtől elismerő okiratot kapott. Kőszegen halt meg, 1830-ban. Zechetner Teréztől 1783. március 9-én született fia, Ferenc. Ferenc szintén a katonai pályát választotta, őrnagyként említik. Apjához hasonlóan a franciák ellen harcolt, Brionne vár ostrománál vitézkedett, s ezért az orosz Vladimir-rend IV. osztályát kapta. Gyermekeiről nem lehet tudni. A már említett Józseftől származott tovább a család, második felesége Jankovich Julianna, Jankovich János hétszemélynök és udvari tanácsos lánya; tőle született egyetlen fia, János. Édesanyjának köszönhetően birtokolta már a janovai uradalmat is, ő már a janovai előnevet is használta. 1829-ben temesi táblabíró, 1864-ben grófi címet kapott, 1879-től pedig valóságos belső titkos tanácsos lett. Nejétől, báró Lipthay Leonától két gyermeke maradt, Endre és Margit. Endre többek között politikus, képviselő, vasútigazgató és több ízben a magyarországi vöröskereszt elnöke is volt. 1892-ben ő is valóságos belső titkos tanácsos lett, majd érdemei elismeréséül 1895-ben a maltanus nagykeresztet, 1898-ban pedig a Ferenc József-rend nagykeresztjét kapta. 1900-tól már a királyi főasztalnoki méltóságot is viselte, sőt Torontál vármegye Gazdasági Egyesületében is elnökölt. Hitvesétől, Cziráky Konstancia grófnőtől öt gyermeke született, közülük Sándor politikus, császári és királyi kamarás, főrendiházi tag; Gyula politikus, országgyűlési képviselő, a Magyar Lovaregylet egyik igazgatója; Iván diplomata, politikus, varsói magyar nagykövet. A későbbi generációból kiemelendő még Csekonics Endre, 1901. április 10-én, Sopronban született, neves agrármérnök és vadász volt, 1983-ban, Lisszabonban hunyt el. A család legnagyobb birtokai voltak: Zsombolya Torontál vármegyében és a hosszúpályi
uradalom Bihar vármegyében.

## Az eddig ismert családfa
- Mátyás (?); felesége: Marics Judit
  - Pál (?) kőszegi kerületi táblai ügyvéd; felesége: Kanicsár Mária (?)
    - József (1757–1824) tábornok; első felesége: Tempel Katalin (?–1803); második felesége: Jankovich Julianna (1782–1835)
      - Karolina /első feleségtől/ (1789–1871); férje: báró Lipthay Frigyes (1785–1839)
      - Leopoldina /első feleségtől/
      - Erzsébet /első feleségtől/ (1794–1881); férje: báró Piret Lajos (1784–1862)
      - József /első feleségtől/ (1796–1814)
      - János Nepomuk /második feleségtől/ (1809–1880); felesége: báró Lipthay Leona (1821–1903)
        - Ágota (?), néhány évesen meghalt
        - Endre (1846–1929) politikus, királyi főasztalnokmester, a magyarországi vöröskereszt elnöke; felesége: gróf Cziráky Konstancia (1847–1922)
          - Andrea Mária Leona Johanna (1870–1913); férje: gróf Széchenyi Andor (1864–1943)
          - Sándor Mária János Lajos (1872–1952) politikus, országgyűlési képviselő, császári és királyi kamarás; felesége: báró Vay Margit (1876–1941)
            - Erzsébet Mária Dionysia Konstancia (1900–1974) publicista; férje: Barcza Lajos (1897–1960)
            - Endre Mária József János Kelemen (1901–1983) agrármérnök, neves vadász, az utolsó Csekonics; felesége: Miriam Kiefer (1914–?)
              - Júlia (1952–?); férje: Stephen Wood

          - Pál Mária István (1873–?)
          - Gyula Mária Antal Ágoston József (1875–1957) politikus, országgyűlési képviselő, huszárhadnagy; felesége: gróf Karátsonyi Margit (1884–1960)
          - Iván Mária Keresztély János Endre (1876–1951) politikus, diplomata, nagykövet

        - Margit (1848–1936); férje: gróf Károlyi István (1845–1907)

    - Imre (1759–1830) szolgabíró; felesége: Zechetner Teréz
      - Ferenc (1783–1872) őrnagy; felesége: Angerfy Lujza

## A család nevezetesebb tagjai

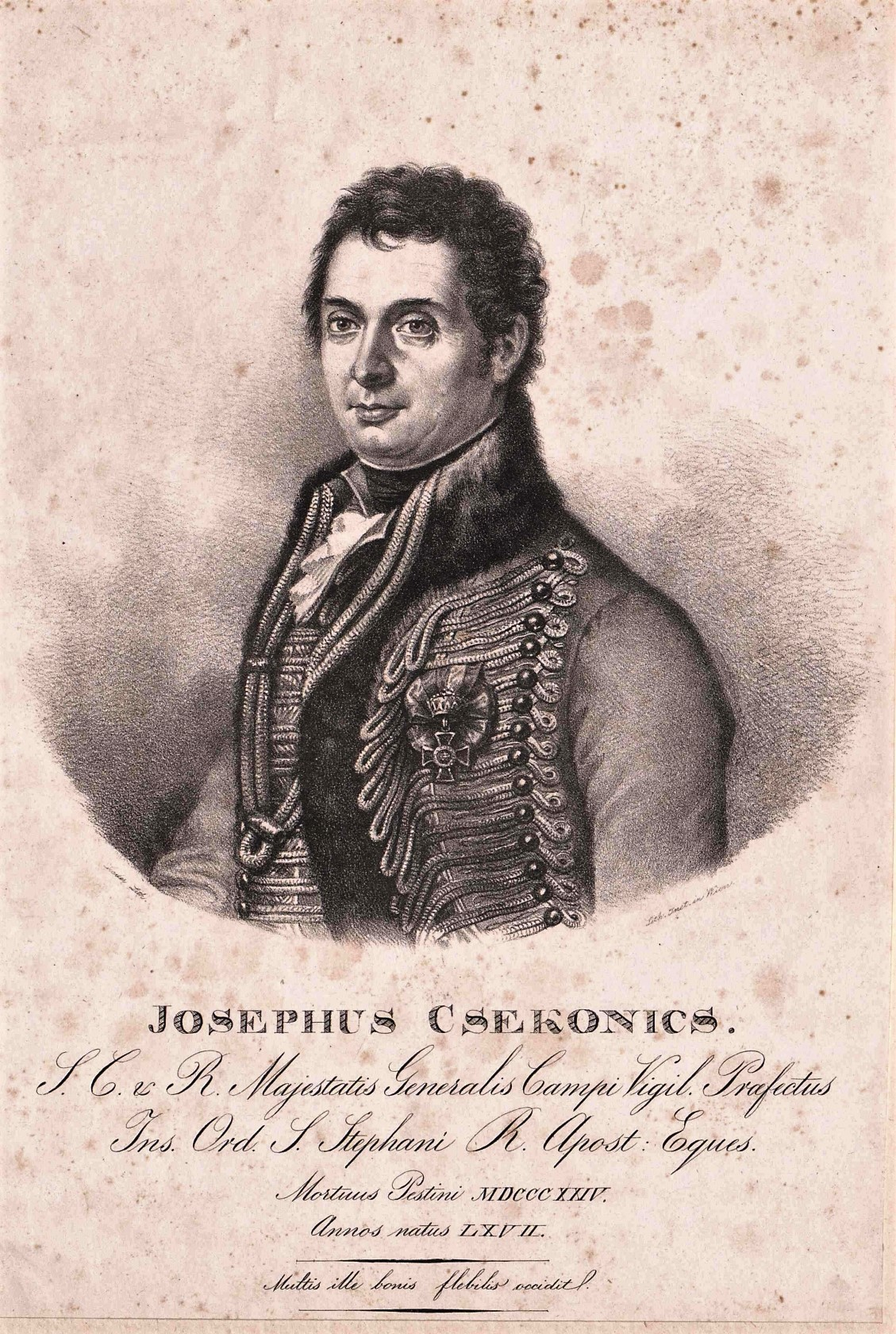
Csekonics József (1757–1824) tábornok, neves lótenyésztő, a magyar állami ménestelepek megalapítója

- Csekonics József (1757–1824) dandártábornok, neves lótenyésztő, a magyar állami ménestelepek megalapítója
- Csekonics Endre (1846–1929) politikus, királyi főasztalnokmester, a magyarországi vöröskereszt elnöke
- Csekonics Gyula (1875–1957) politikus, országgyűlési képviselő, huszárhadnagy, sportvezető
- Csekonics Iván (1876–1951) politikus, diplomata, varsói magyar nagykövet
- Csekonics János (1809–1880) politikus, a magyarországi reformmozgalom egyik vezéralakja

## Címere
Borovszky Samu monográfiájában ifj. Reiszig Ede leírását találhatjuk meg:
Czímer: kék paizsban, zöld alapon, természetes sásbuzogányt tartó arany oroszlán. A paizs fölött grófi korona, ezen három koronás sisak. Sisakdíszek: I. (középső) felemelt jobb lábában követ tartó természetes színű daru. Takarók: veresarany-kékarany. II. (jobbról befelé fordult paizsbeli oroszlán növekvően. Takaró: veresarany. III. (balról) magyar szablyát tartó arany oroszlán növekvően. Takaró: kékarany.